# Kościół św. Izydora w Ulikowie
Kościół św. Izydora w Ulikowie – katolicki kościół filialny zlokalizowany we wsi Ulikowo w gminie wiejskiej Stargard, w powiecie stargardzkim (województwo zachodniopomorskie). Należy do parafii Wniebowzięcia Najświętszej Maryi Panny w Pęzinie.

## Historia i architektura
Usytuowany na niewielkim wzniesieniu w centrum wsi kościół wzniesiony został w XV wieku. Murowany jest z kamienia narzutowego. W XIX wieku został przebudowany. Po 1945 roku kościół popadł w ruinę, odbudowano go w latach 1982–1985. Jego poświęcenia dokonał w dniu 16 listopada 1986 roku biskup Jan Gałecki.
Kościół sytuowany jest na planie prostokąta, bez wyodrębnionego prezbiterium. W korpusie nawowym znajdują się duże, zakończone ostrołukowo okna. W prezbiterium okno zakończone półkoliście. Od strony południowej do nawy dostawiona jest zakrystia. Od strony zachodniej do kościoła przylega kamienna podstawa dawnej wieży, która nie została odbudowana po 1945 roku. Umieszczony jest w niej ostrołukowy, schodkowy portal wejściowy. Wieża była konstrukcją drewnianą, krytą ośmiobocznym hełmem.
Wnętrze kościoła nakryte jest drewnianym stropem. Przy ścianie zachodniej znajduje się wsparta na dwóch słupach drewniana empora. Wyposażenie jest w całości współczesne. W ołtarzu umieszczone jest figura Matki Bożej, po bokach znajdują się freski przedstawiające św. Izydora i św. Maksymiliana Marię Kolbego.